# Aldealengua de Pedraza
Aldealengua de Pedraza is een gemeente in de Spaanse provincie Segovia in de regio Castilië en León met een oppervlakte van 35,17 km². Aldealengua de Pedraza telt 82 inwoners (1 januari 2016).

## Demografische ontwikkeling
Bron: INE, 1857-2011: volkstellingen